# International Klein Blue
Pour les articles homonymes, voir IKB.
L'International Klein Blue (IKB), parfois appelé bleu Klein, est un procédé déposé le 19 mai 1960 en France à l'Institut national de la propriété industrielle (INPI), sous l'enveloppe Soleau no 63471 par le plasticien Yves Klein. Il associe le bleu outremer synthétique à un liant choisi avec l'aide du marchand de couleurs Édouard Adam.
Selon la loi, personne ne peut s'approprier une teinte,. « Blue » dans le nom de l'IKB ne saurait désigner une nuance de bleu, mais uniquement un produit bleu. C'est l'association du liant et du pigment qui fait l'originalité du produit et qui a justifié pour Yves Klein le dépôt de l'enveloppe Soleau. Cette démarche est souvent considérée comme un acte artistique au sens de l'art conceptuel.

## Démarche artistique

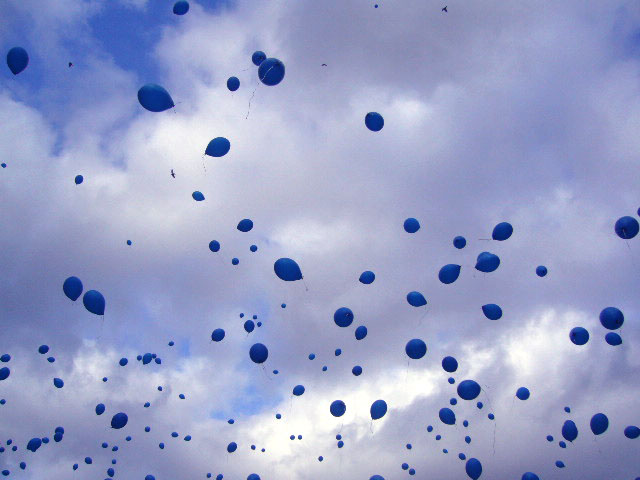
« Sculpture aérostatique », action de Yves Klein reproduite à Paris en 2007.

Pour Philip Ball, en déposant le Bleu, Yves Klein accomplit un acte artistique ; « le véritable concept de cet art était d'inspiration technologique. […] Klein ne cherchait pas seulement à protéger ses intérêts commerciaux mais voulait aussi marquer l'authenticité d'une idée créative ».
Pratiquant l'art action par la mystification, Yves Klein vise l'instant. Les critères de sélection de matières de la peinture artistique, qui doivent être durables et miscibles, ne s'appliquent pas à son projet.
À partir de 1954, Yves Klein présente des peintures monochromes. Après des monochromes de diverses couleurs, il privilégiera le bleu outremer. Il affirme, en opposition à l'opinion commune, que ce bleu-violet est « la plus parfaite expression du bleu ». Il se dit fasciné par le pigment pur, poudre mate, volatile, insaisissable et fragile, qui exprime pour lui « la sensibilité picturale à l’état pur », la matérialité immatérielle, la substance[réf. souhaitée].

## Démarche technique
Le pigment bleu outremer est un thiosulfate d'aluminosilicate de sodium, dont le spectre d'absorption comporte des creux particulièrement marqués. Il ne peut pas être imité par mélange d'autres pigments. Si on parvient à reconstituer sa tonalité, on n'obtient pas la clarté, qu'on n'améliore qu'au détriment de la pureté.
La composition chimique d'un pigment ne détermine pas complètement la couleur d'une peinture : les liants qui permettent de fixer les pigments sur le support modifient toujours leur nuance. Chacun peut constater que l'aquarelle change de couleur en séchant : c'est que les propriétés optiques du liant influent sur la couleur. Le liant de la peinture humide est composé principalement d'eau, tandis que le pigment sec est simplement collé par de la gomme arabique qui ne l'enveloppe pas. L'indice de réfraction différent modifie l'angle sous lequel les particules de pigment sont éclairées, et, si celles-ci sont transparentes, l'angle sous lequel la lumière les traverse. Il en va de même pour l'huile ; le smalt donne un beau bleu en tempera, mais est terne à l'huile. Pour un monochrome, on peut rechercher un liant mieux adapté au pigment unique qu'on envisage que l'huile, convenable pour tous les pigments de la palette du peintre, et adoptée en vue de la peinture figurative. 
Après avoir essayé plusieurs liants traditionnels, Yves Klein demande en 1956 à son ami et marchand de couleurs Édouard Adam un liant qui donne à la couleur du pigment bleu outremer toute sa profondeur. Il se tourne vers Rhone-Poulenc dont les chimistes lui proposent un liant qui se rétracte en séchant, laissant apparaître le grain du pigment.
Il se décide finalement pour un acétate de vinyle de Rhône-Poulenc, le Rhodopas M. Cette substance servait normalement de fixatif. Utilisée seule, elle donne un rendu mat. Son pouvoir adhésif permet de l'employer en très petite quantité par rapport au pigment. Cette qualité préserve, autant que possible, l'aspect du pigment en poudre pur (Haiml 2006).